# Muyahidines de Indonesia Oriental
Los Muyahidines de Indonesia Oriental (en indonesio: Mujahidin Indonesia Timur, abreviado MIT) es un grupo terrorista que opera en Poso, Sulawesi en Indonesia. El grupo estaba liderado por Abu Wardah (también conocido como Santoso) hasta que fue asesinado por la policía indonesia el 18 de julio de 2016. Tras la muerte de Santoso, el grupo fue liderado por Ali Kalora. El grupo ha prometido lealtad al Estado Islámico de Irak y el Levante mediterráneo. 
El MIT fue proscrito por el Consejo de Seguridad de las Naciones Unidas bajo el Comité de Sanciones contra Al-Qaeda el 29 de septiembre de 2015. El Departamento de Estado de Estados Unidos ha designado al MIT como una organización terrorista.
El MIT ha llevado a cabo en gran medida sus operaciones dentro de Sulawesi, pero ha amenazado con atacar objetivos en toda Indonesia. Las operaciones del grupo usualmente han evitado operaciones que causen víctimas civiles, pero se dice que estuvo involucrado en enfrentamientos entre musulmanes y cristianos en la provincia de Molucas entre 1999 y 2002.

## Historia
El grupo fue fundado en 2010 por Santoso en el área Sulawesi Central. El grupo estaba estrechamente afiliado a los Muyahidines de Indonesia Occidental que estaban liderados por Abu Roban. Abu Roban fue asesinado posteriormente en 2013 durante una redada policial en Java Central.
En 2012, Santoso fue elegido líder del grupo. En 2016, Santoso fue asesinado por fuerzas indonesias.

## Acciones y ataques

### 2012
El grupo ganó notoriedad y fama después de secuestrar y luego asesinar a dos agentes de policía en octubre de 2012. Ambos policías fueron secuestrados y luego asesinados cuando exploraban la zona en busca de posibles actividades terroristas. Ambos cuerpos fueron encontrados por grupos de búsqueda del ejército indonesio que fueron enviados después de que no se pudo contactar a ambos oficiales. Durante las operaciones de búsqueda, Santoso provocó a las fuerzas del orden y militares indonesias para que "luchen contra él como un hombre" y "dejen de parecer bien en la televisión". Se sabía que el grupo había preparado trampas para los grupos de búsqueda militares indonesios. A pesar de la acción del MIT y la muerte de los agentes de policía, los intentos de búsqueda y rescate de Indonesia pudieron arrinconar al MIT en múltiples ocasiones.
El 24 de octubre, el grupo atacó un quiosco policial en Poso, Sulawesi Central, hiriendo a cuatro personas; dos policías y dos civiles.

### 2014
Uno de los perpetradores del asesinato de los agentes de policía en 2012 es arrestado en Mamasa, Sulawesi occidental, por Densus 88. Durante este año, el grupo presuntamente disparó a una estación de policía. La policía también afirmó que el MIT ha participado en secuestros y asesinatos de civiles, parte de los asesinatos supuestamente se debe a que los civiles actuaron como informantes de las fuerzas de seguridad.

### 2015
Durante 2015, el grupo terrorista llevó a cabo ataques contra cristianos, y también participó en tiroteos con la policía indonesia. Un soldado indonesio y un oficial de policía mueren durante este año.

### 2016
Un oficial de policía indonesio es asesinado por el MIT durante un tiroteo en Poso, mientras que dos de los terroristas mueren. La policía indonesia declaró que el grupo terrorista está operando en un terreno difícil en Pegunungan Biru. La policía indonesia afirmó que durante su operación en 2016, 28 miembros del grupo terrorista fueron arrestados.

### 2020
Después de años de inactividad, el grupo terrorista volvió a atacar en noviembre de 2020, matando a una familia cristiana, quemando una iglesia cristiana y también prendiendo fuego a 6 casas. Días después del ataque, la Policía Nacional de Indonesia afirmó que durante el año el Destacamento 88 había arrestado a 32 presuntos terroristas de Muyahidines de Indonesia Oriental.

## Asistencia exterior

### Uigures
Los uigures utilizaron pasaportes turcos que buscaban ponerse en contacto con MIT.
Uigures alineados con ISIS/ISIL han estado viajando a Indonesia para participar en ataques terroristas contra chiitas, cristianos y el gobierno indonesio. Durante un ataque terrorista en Sulawesi Central, un uigur, Farouk, fue asesinado por personal de seguridad indonesio en noviembre, y otro uigur terrorista, Alli, fue arrestado por planear un ataque terrorista. China ha sido contactada por el gobierno indonesio que buscó ayuda para confrontar a miembros uigures de organizaciones terroristas en Indonesia. Indonesia arrestó a un posible terrorista suicida llamado Ali, un uigur, el 24 de diciembre de 2015.
En Sulawesi, el martes 15 de marzo de 2016 las fuerzas gubernamentales indonesias mataron a dos uigures pro-ISIS en Indonesia. Los indonesios usaron balas para matarlos. El "Doğu Türkistan Bülteni Haber Ajansı", que apoya al Partido Islámico del Turquestán (TIP), denunció al gobierno y la policía indonesios por el asesinato de 2 uigures que eran miembros de "Doğu Endonezya Mücahitleri" (Mujahidin Indonesia Timor). Dos uigures con presuntos vínculos con el terrorismo fueron asesinados en Sulawesi por las fuerzas de seguridad indonesias el 8 de abril y los asesinatos fueron condenados por "Doğu Türkistan Bülteni Haber Ajansı". El "Doğu Türkistan Bülteni Haber Ajansı" criticó al gobierno indonesio por perseguir a cuatro uigures que ingresaron ilegalmente al país para unirse a "Doğu Endonezya Mücahitleri" y acusó al gobierno indonesio de atacar a los musulmanes. Un uigur acusado de vínculos terroristas fue asesinado en Sulawesi por las fuerzas de seguridad indonesias el 24 de abril, por lo que el "Doğu Türkistan Bülteni Haber Ajansı" condenó al gobierno indonesio.
En Poso, los uigures estaban siendo instruidos por Santoso, el jefe de Mujahideen Indonesia Timur. Faruq Magalasi, Mus'ab, Ibrohim y Joko fueron los nombres de uigures perseguidos por la policía indonesia obtenidos por los medios de comunicación indonesios .
En Poso, cuatro uigures fueron capturados por la policía indonesia después de que supuestamente ingresaron ilegalmente a Indonesia a través de Malasia y Tailandia con pasaportes falsificados.

## Muerte de miembros
El 18 de julio de 2016, las fuerzas indonesias afirmaron haber disparado y asesinado al líder del MIT, Santoso. Andika Eka Putra, uno de los miembros del MIT, fue asesinado el 14 de septiembre de 2016 Sobrón también fue asesinado por la Fuerza de Tareas de la Operación Tinombala el 19 de septiembre de 2016. El 16 de mayo de 2017, dos militantes del MIT murieron en un tiroteo con las fuerzas indonesias en Poso. Un soldado indonesio resultó herido en la acción.
El 23 de julio de 2019, la Policía Nacional de Indonesia detuvo a dos presuntos terroristas vinculados con Jamaah Ansharut Daulah y los Muyahidines de Indonesia Oriental en la ciudad de Padang, Sumatra Occidental. Las autoridades asediaron las posibles rutas utilizadas por los terroristas, sin otras detenciones.

## Miembros
Según el comisario de Policía Leo Bona Lubis, antes de este grupo de Santoso junto a sus seguidores sumaban 28 personas. Pero aumentó a 45 personas que se pensaba que estaban en la montaña y el bosque en Poso Pesisir Bersaudara dan Lore.
- Ali Ahmad alias Ali Kalora (de Poso)
- Qatar alias Farel alias Anas (de Bima)
- Muhammad Faisal alias Namnung alias Kobar (de Poso)
- Abu Alim alias Ambo (de Bima)
- Nae alias Galuh alias Mukhlas (originalmente Bima)
- Askar alias Jaid alias Pak Guru (de Bima)
- Taufik Bulaga alias Upik Lawanga (de Poso)
- Alvin alias Adam alias Mus'ab alias Alvin Anshori (de Banten)
- Jaka Ramadan alias Ikrima alias Rama (de Banten)
- Khairul alias Irul alias Aslam (de Poso)
- Wahid alias Aan alias Bojes (de Poso)
- Rukli (de Poso)
- Suhardin alias Hasan Pranata (de Poso)
- Azis Arifin alias Azis (de Poso)
- Ahmad Gazali alias Ahmad Panjang (de Poso)
- Santoso alias Abu Wardah (de Poso / Java)  †
- Sabar Subagyo alias Daeng Koro  †
- Basri alias Bagong (de Poso) -  DT
- Jumiatun Muslim (Santoso's wife de Bima) - M
- Syarifudin Thalib alias Udin alias Usman (de Poso) - M
- Firmansyah alias Thoriq alias Imam (de Poso) - M
- Nurmi Usman (esposa de Basri de Bima) -  DT
- Tini Susanti Kaduka (esposa de Ali Kalora de Bima) -  DT
- Aditya alias Idad alias Kuasa (de Ambon) -  DT
- Basir alias Romzi (de Bima)  †
- Andi Muhammad alias Abdullah alias Abdurrahman Al Makasari (de Makassar)  †
- Alqindi Mutaqien alias Muaz (de Banten)  †
- Alhaji Kaliki alias Ibrohim (de Ambon)  †
- Firdaus alias Daus aka Baroque aka Rangga (de Bima)  †
- Kholid (de Poso)  †
- Ali alias Darwin Gobel (de Poso)  †
- Muis Fahron alias Abdullah (de Poso)  †
- Rajif Gandi Sabban alias Rajes (de Ambon)  †
- Suharyono Hiban alias Yono Sayur  †
- Word alias Ikrima (de Poso)  †
- Sucipto alias Cipto Ubaid (de Poso)  †
- Adji Pandu Suwotomo alias Sobron (de Java)  †
- Andika Eka Putra alias Hilal (de Poso)  †
- Yazid alias Taufik (de Java)  †
- Mukhtar alias Kahar (de Palu)  †
- Abu Urwah alias Bado alias Osama  † (originalmente Poso)
- Mamat  †
- Nanto Bojel  †
- Can alias Fajar (de Bima)  †
- Sogir alias Yanto (de Bima)  †
- Herman alias David (de Bima)  †
- Busro alias Dan (de Bima)  †
- Fonda Amar Shalihin alias Dodo (de Java)  †
- Hamdra Tamil alias Papa Yusran (de Poso)  †
- Udin alias Rambo (de Malino)  †
- Germanto alias Rudi  †
- Anto alias Tiger  †
- Agus Suryanto Farhan alias Ayun  †
- Ibrahim (originalmente de Uighur)  †
- Bahtusan Magalazi alias Farouk (origen Uighur)  †
- Nurettin Gundoggdu alias Abd Malik (de Uighur)  †
- Sadik Torulmaz alias Abdul Aziz (originalmente Uighur)  †
- Thuram Ismali alias Joko (originalmente Uighur)  †
- Mustafa Genc alias Mus'ab (originalmente Uighur)  †
- Samil alias Nunung (de Poso) -  DT
- Salman alias Opik (de Bima) - M
- Jumri alias Tamar (de Poso) - M
- Ibadurahman (de Bima) - M
- Syamsul (de Java) - M
- Mochamad Sonhaji (de Java) - M
- Irfan Maulana alias Akil (de Poso) - M